# Borowski Las
Pour les articles homonymes, voir Borowski.
Borowski Las est un village de Pologne, situé dans le gmina de Sorkwity, dans le powiat de Mrągowo, dans la voïvodie de Varmie-Mazurie.

## Source
- (en) Cet article est partiellement ou en totalité issu de l’article de Wikipédia en anglais intitulé « Borowski Las » (voir la liste des auteurs).